# Webster Brook
Webster Brook – rzeka w Stanach Zjednoczonych, w stanie Nowy Jork, w hrabstwie Tompkins. Rzeka jest jednym z dopływów Fall Creek, wpada do tejże w miejscowości Groton. Długość cieku nie została określona, natomiast powierzchnia zlewni wynosi 23,2 km².